# 응접실

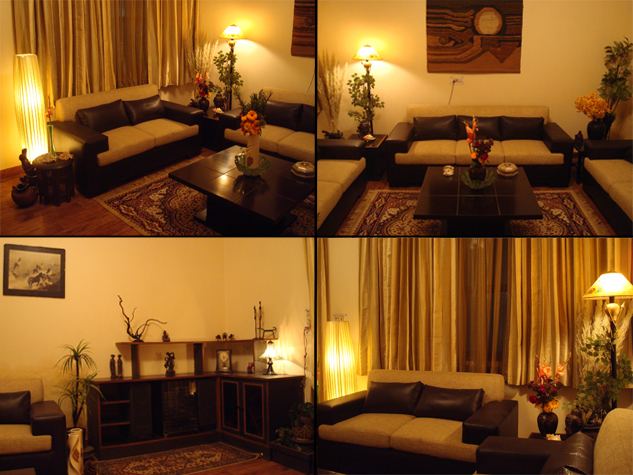
인도의 응접실

응접실(應接室, drawing room)은 손님을 맞아들여 접대하기 위해 꾸며 놓은 방이다. 응접실은 방문객이 즐겁게 지낼 수 있는 집의 방이자 거실(living room)의 대안이 되는 이름이다. drawing room이라는 용어는 17세기까지 사용되었으며 1642년에 처음으로 기록된 withdrawing room(철수실)이라는 16세기 용어에서 유래되었다. 16세기에서 18세기 초까지 영국의 대형 주택에서 응접실 형태의 철수실은 집주인, 그의 아내 또는 집의 주요 아파트 중 하나를 점유하고 있던 귀빈이 더 많은 프라이버시를 위해 "철회"(withdraw)할 수 있는 방이다. 이 방은 종종 대실(또는 대실의 후손인 접견실)에서 벗어나 있으며 일반적으로 침실로 연결된다.

## 역사
18세기 런던에서는 프랑스인이 levées로 부르던 로열 모닝 리셉션(royal morning reception)이 응접실로 불렸다.